# Contea di Wyandot
La contea di Wyandot (in inglese Wyandot County) è una contea dello Stato dell'Ohio, negli Stati Uniti. La popolazione al censimento del 2000 era di 22 908 abitanti. Il capoluogo di contea è Upper Sandusky.